# Książę Edynburga

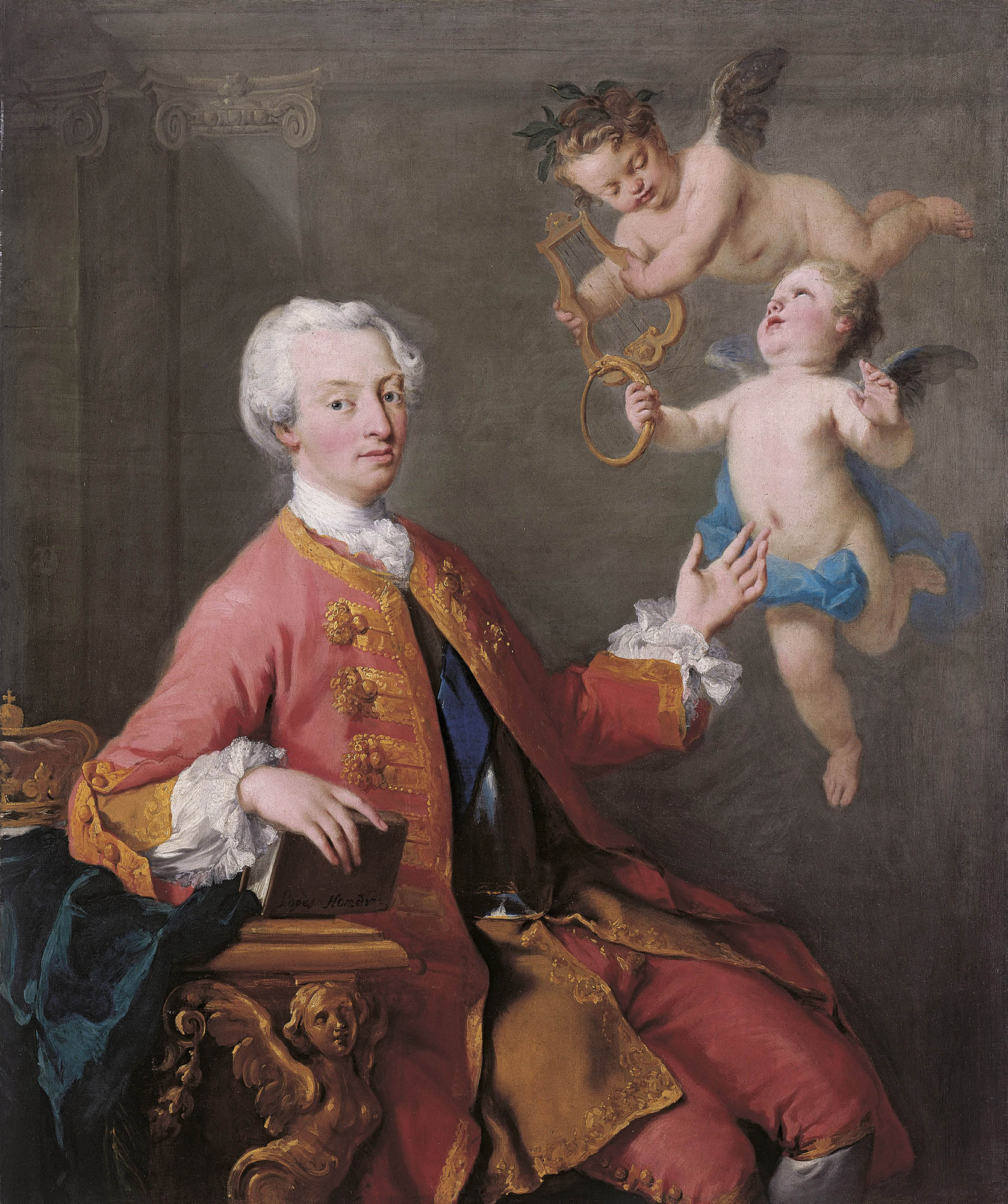
Fryderyk Ludwik Hanowerski

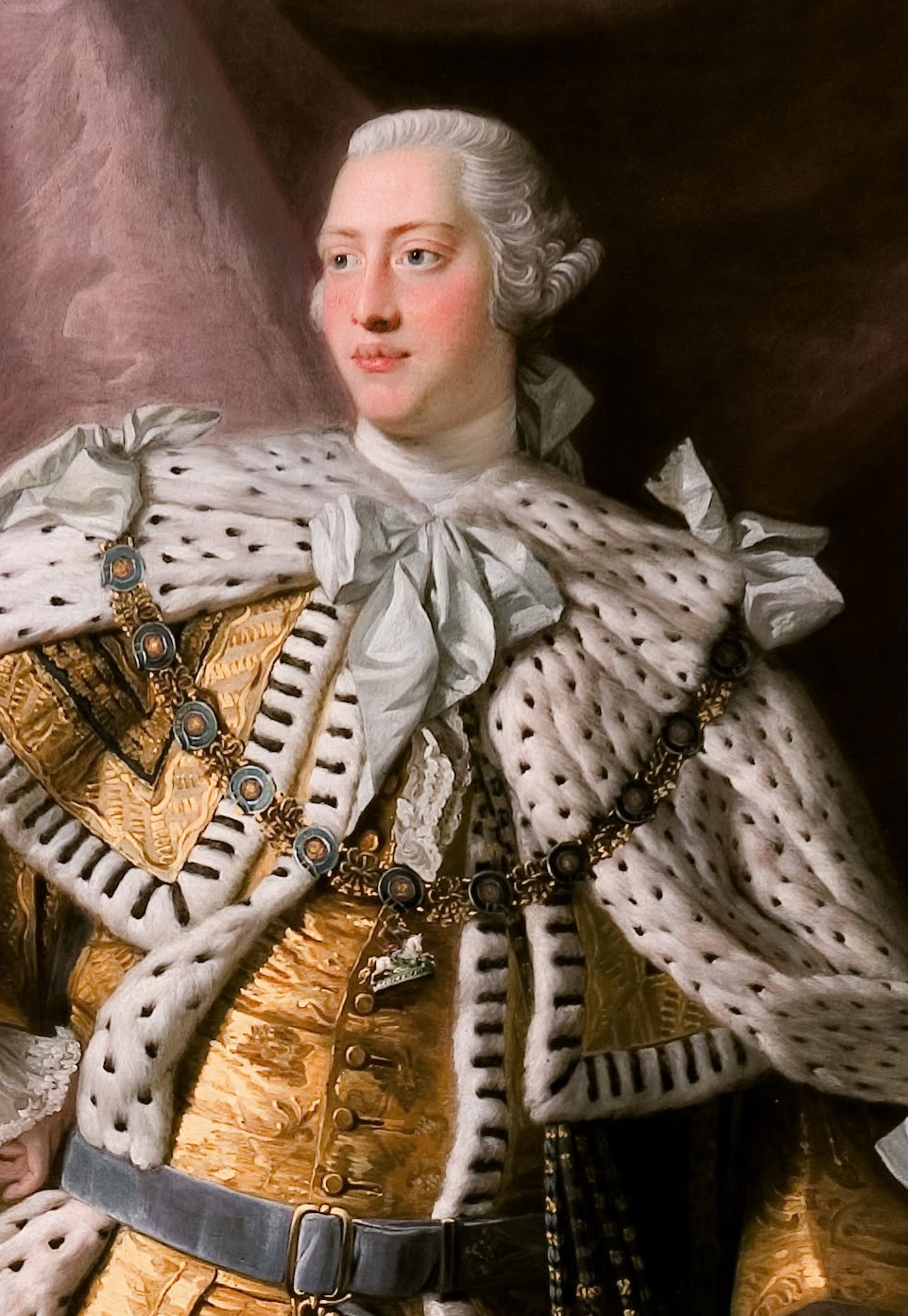
Jerzy Wilhelm Fryderyk Hanowerski

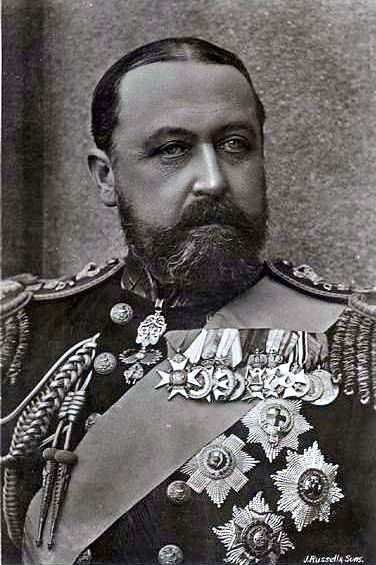
Alfred, książę Edynburga

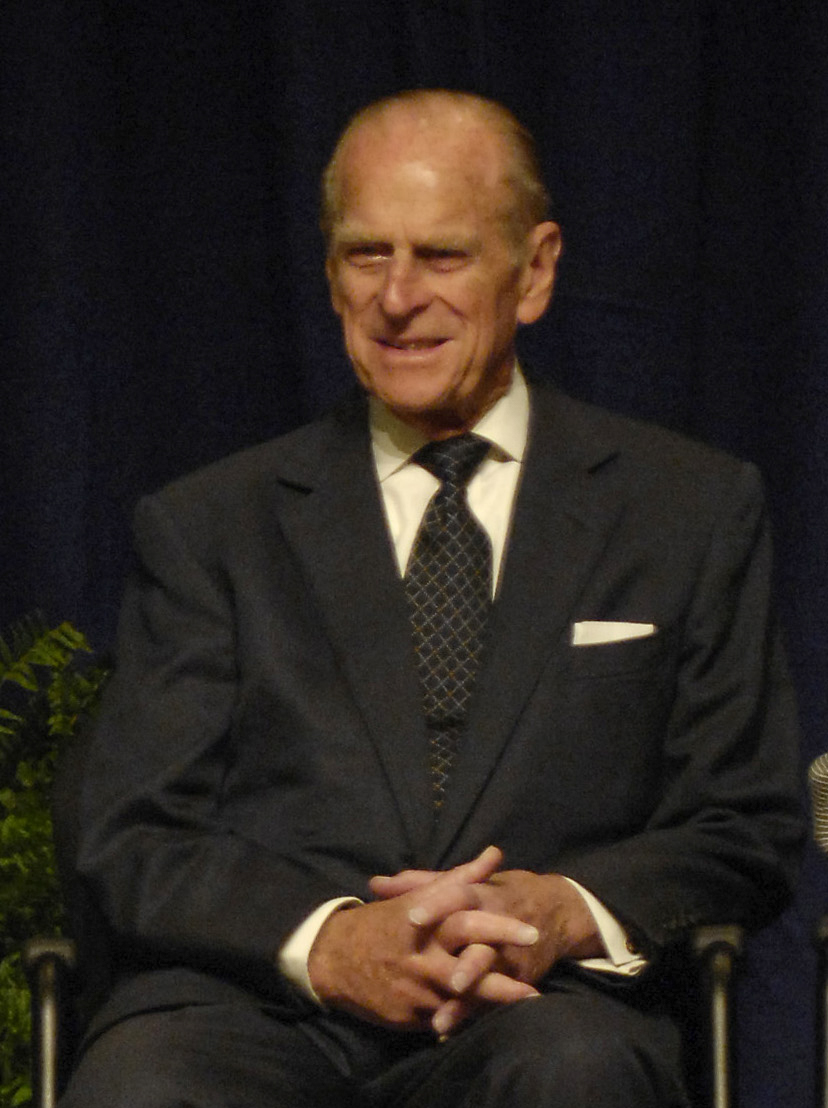
Filip Mountbatten, książę Edynburga

Książę Edynburga – brytyjski tytuł parowski kreowany w parostwie Wielkiej Brytanii.
Książęta Edynburga 1. kreacji (parostwo Wielkiej Brytanii)
- Dodatkowe tytuły: markiz Isle of Ely, hrabia Eltham, wicehrabia Launceston, baron Snowdon
- 1726–1751: Fryderyk Ludwik Hanowerski, książę Walii
- 1751–1760: Jerzy Wilhelm Fryderyk Hanowerski, książę Walii

Książęta Gloucester i Edynburga 1. kreacji (parostwo Wielkiej Brytanii)
- Dodatkowy tytuł: hrabia Connaught
- 1764–1805: Wilhelm Henryk Hanowerski, książę Gloucester i Edynburga
- 1805–1834: Wilhelm Fryderyk Hanowerski, książę Gloucester i Edynburga

Książęta Edynburga 2. kreacji (parostwo Zjednoczonego Królestwa)
- Dodatkowe tytuły: hrabia Kentu, hrabia Ulsteru
- 1866–1900: Alfred, książę Edynburga

Książęta Edynburga 3. kreacji (parostwo Zjednoczonego Królestwa)
- Dodatkowe tytuły: hrabia Merioneth, baron Greenwich
- 1947–2021: Filip Mountbatten, książę Edynburga
- 2021–2022: Karol, książę Walii

Książęta Edynburga 4. kreacji (parostwo Zjednoczonego Królestwa)
- 2023: Edward, książę Edynburga, hrabia Wesseksu